# Tigrioides unicolor
Tigrioides unicolor là một loài bướm đêm thuộc phân họ Arctiinae, họ Erebidae.